# Carvalho (cratère)
Pour les articles homonymes, voir Carvalho.
Carvalho est un cratère d'impact à la surface de Mercure. 
Le cratère a ainsi été nommé par l'Union astronomique internationale le 13 août 2024 en hommage à la musicienne brésilienne Beth Carvalho (1946-2019),. 
Son diamètre est de 90 km. Il se situe dans le Quadrangle de Victoria (quadrangle H-2) de Mercure.